# Shadowlands
Shadowlands (deutscher Alternativtitel: Shadowlands – Ein Geschenk des Augenblicks) ist eine britische Filmbiografie aus dem Jahr 1993. Der Film von Richard Attenborough war in zwei Kategorien für den Oscar nominiert. Das Drehbuch von William Nicholson beruht auf dessen gleichnamigen Bühnenstück und beschreibt die späte Liebe zwischen dem tiefgläubigen Autor C.S. Lewis und der Amerikanerin Joy Gresham. In das Drehbuch floss außerdem das autobiografische Buch Lenten Lands: My Childhood with Joy Davidman and C.S. Lewis von Douglas Gresham ein.

## Handlung
Der Literaturprofessor C.S. Lewis lebt in den 1950er Jahren ein ruhiges Junggesellendasein mit seinem Bruder Warren. Mit der Amerikanerin Joy Gresham, einer glühenden Verehrerin seiner Werke und selbst Autorin, unterhält er einen lockeren Briefwechsel. Die Beschaulichkeit des tief religiösen Lewis wird jäh unterbrochen, als Joy ankündigt, mit ihrem Sohn Douglas nach England reisen und ihn besuchen zu wollen. Nachdem die erste Sprachlosigkeit über die attraktive und temperamentvolle Joy überwunden ist, verliebt Lewis sich in sie. Die Gefühle beruhen auf Gegenseitigkeit, und beide umwerben einander, Lewis zurückhaltend und vorsichtig, Gresham impulsiv und direkter. Lewis möchte die Beziehung aber auf freundschaftlicher Basis halten, und Joy ist damit zunächst einverstanden. Sie möchte gerne in England bleiben und braucht dazu eine Aufenthaltsgenehmigung. Am einfachsten zu bekommen ist diese durch eine Heirat mit einem Engländer. Die Amerikanerin bittet Lewis, sie zu heiraten, um bleiben zu können. Lewis willigt ein, und kurze Zeit später sind Gresham und Lewis verheiratet. An der Universität beginnt die Gerüchteküche zu brodeln, und Joy macht es großen Spaß, die Gerüchte mit neuem Stoff zu befeuern. Allerdings kommt es zwischen Joy und Lewis kurze Zeit darauf zu einem großen Streit, in dessen Folge Joy nach London zieht. Nach einiger Zeit merkt Lewis, dass Joy ihm fehlt, und er meldet sich bei ihr. Er erfährt, dass Joy im Krankenhaus liegt und dass Knochenkrebs diagnostiziert wurde. Die Ärzte geben Joy nur noch wenige Monate zu leben. Lewis kann sich die Gefühle, die er für Joy hegt, eingestehen und ihr mitteilen. Lewis kämpft mit seinem Glauben und versucht, mit Joys Tod fertigzuwerden. Am Ende steht die Erkenntnis, dass „das Glück von heute der Schmerz von morgen ist“.

## Hintergrund
Die Dreharbeiten fanden unter anderem in Oxford, am dortigen Magdalen College und in der Bodleian Library, der Hauptbibliothek der Universität Oxford, statt. Weitere Szenen wurden in der Radcliffe Camera und dem Sheldonian Theatre gefilmt. Ein weiteres Filmset befand sich in den Shepperton Studios. 
Seine Premiere feierte der Film am 25. Dezember 1993 in Los Angeles und New York City.
Das Dialogbuch für die deutsche Synchronisation schrieb Theodor Dopheide. Die deutsche Stimme von Anthony Hopkins übernahm Rolf Schult.

## Kritiken
Das Lexikon des internationalen Films urteilte: „Die brillante Leistung des Hauptdarstellers läßt die Schwachstellen einer allzu durchschaubar lehrhaften Dramaturgie vergessen.“ Roger Ebert von der Chicago Sun-Times fand den Film „intelligent, bewegend und wunderschön gespielt“ (intelligent, moving and beautifully acted). Janet Maslin schrieb im Dezember 1993 in der New York Times, Shadowlands „sei mit großer Zartheit von Ms. Winger [...] und Mr. Hopkins, der einfach wundervoll ist, gespielt“.

## Auszeichnungen und Nominierungen
- Oscarverleihung 1994
  - Nominierung für Debra Winger als „Beste Hauptdarstellerin“
  - Nominierung für William Nicholson für das „Beste adaptierte Drehbuch“
- British Academy Film Awards 1994
  - Nominierung in der Kategorie „Bester Film“
  - Nominierung für Anthony Hopkins als „Bester Hauptdarsteller“ (Hopkins war für zwei Filme nominiert und gewann den Preis, allerdings für seine Leistung in Was vom Tage übrig blieb)
  - Nominierung für Debra Winger als „Beste Hauptdarstellerin“
  - Nominierung für Richard Attenborough für die „Beste Regie“
  - Nominierung für William Nicholson für das „Beste adaptierte Drehbuch“
- National Board of Review 1993
  - Auszeichnung für Anthony Hopkins als „Bester Hauptdarsteller“
- Los Angeles Film Critics Association 1993
  - Auszeichnung für Anthony Hopkins als „Bester Hauptdarsteller“